# Bléquin (Fluss)
Der Bléquin (bei sandre.fr ohne Akzent geschrieben) ist ein kleiner Fluss in Frankreich, der im Département Pas-de-Calais in der Region Hauts-de-France verläuft. Er entspringt im südöstlichen Gemeindegebiet von Lottinghen, entwässert generell Richtung Ostnordost durch den Regionalen Naturpark Caps et Marais d’Opale und mündet nach rund 16 Kilometern im Gemeindegebiet von Lumbres als linker Nebenfluss in die Aa.

## Orte am Fluss
(Reihenfolge in Fließrichtung)
- Bergneulle, Gemeinde Lottinghen
- Bléquin
- Vaudringhem
- Nielles-lès-Bléquin
- Affringues
- Lumbres